# Municipio de Jackson (condado de Boone, Indiana)
El municipio de Jackson (en inglés: Jackson Township) es un municipio ubicado en el condado de Boone en el estado estadounidense de Indiana. En el año 2010 tenía una población de 2731 habitantes y una densidad poblacional de 22,1 personas por km².

## Geografía
El municipio de Jackson se encuentra ubicado en las coordenadas 39°57′36″N 86°37′47″O / 39.96000, -86.62972. Según la Oficina del Censo de los Estados Unidos, el municipio tiene una superficie total de 123.55 km², de la cual 123,48 km² corresponden a tierra firme y (0,05 %) 0,07 km² es agua.

## Demografía
Según el censo de 2010, había 2731 personas residiendo en el municipio de Jackson. La densidad de población era de 22,1 hab./km². De los 2731 habitantes, el municipio de Jackson estaba compuesto por el 97,8 % blancos, el 0,15 % eran afroamericanos, el 0,15 % eran amerindios, el 0,7 % eran asiáticos, el 0,22 % eran de otras razas y el 0,99 % eran de una mezcla de razas. Del total de la población el 0,7 % eran hispanos o latinos de cualquier raza.